# Болезнь Брилля — Цинссера
Боле́знь Бри́лля Ци́нссера (боле́знь Бри́лля, повто́рный сыпно́й тиф, рециди́вный сыпно́й тиф) — рецидив эпидемического сыпного тифа, проявляющийся через многие годы после первичного заболевания, характеризуется более лёгким течением, но типичными для сыпного тифа клиническими проявлениями. Впервые болезнь была описана американским исследователем Натаном Бриллем в Нью-Йорке в 1898 и 1910 годах.

## Исторические сведения
Впервые болезнь описал американский исследователь Натан Брилл в Нью-Йорке в 1898 и 1910 гг. Заболевание было спорадическим, не связанным с контактами с больными сыпным тифом и завшивленностью. В 1934г. Ханс Цинссер изучил 538 подобных больных и выдвинул гипотезу о рецидивном происхождении болезни после ранее перенесённого эпидемического сыпного тифа. Позднее в лимфатических узлах двух умерших, перенёсших 20 лет назад эпидемический сыпной тиф, были найдены риккетсии. Лефлер и Музлер - специалисты в области изучения риккетсиозов - предложили в 1952г. рецидивный сыпной тиф называть болезнью Брилля-Цинссера. Это название болезни вошло в Международную классификацию болезней.

## Эпидемиология и профилактика
Важно полностью исключить присутствие переносчика (вшей) и другие эпидемиологические моменты, включая проживание за рубежом, в странах Африки и Азии. Возможностей предупреждения рецидивов сыпного тифа в настоящее время не имеется. Профилактика в эпидемиологическом очаге производится такая же, как при первичном сыпном тифе.

## Этиология
Возбудителем является риккетсия Провачека (Rickettsia prowazekii), которая одновременно является возбудителем эпидемического сыпного тифа.

## Патогенез
Заболевание сводится к активизации риккетсий, сохранившихся в организме человека после ранее перенесённого эпидемического сыпного тифа. Переход латентной бессимптомной формы в манифестную обусловлен ослабляющим организм факторами: болезнями, переохлаждением, стрессами. Риккетсии, как теперь считают, сохраняются длительное время в клетках лимфатических узлов, печени, лёгких (эндоцитобиоз) и не вызывают каких либо изменений, которые можно обнаружить клиническими методами. Повторный (во время рецидива) выход риккетсий в кровь, напротив, вызывает поражения, аналогичные первичному сыпному тифу, но, как правило, с более лёгким течением. Однако такие больные могут быть источниками новых заражений при наличии завшивленности. Что касается повторных заболеваний, то при болезни Брилля-Цинссера они, хотя и редко, но наблюдаются. Среди провоцирующих факторов в современных условиях актуальной проблемой является изучение возможности присоединения ВИЧ-инфекции и совместного их течения. Рецидивы сыпного тифа наступают через десятки лет, обычно у людей в возрасте старше 60 лет, перенёсших в детстве или юности сыпной тиф. Заболевание может протекать тяжело, с поливисцеральными поражениями, включая лёгкие, почки, сердце; но заканчивается выздоровлением.

## Клиническая картина
Инкубационный период с момента первичного сыпного тифа может исчисляться десятилетиями. От воздействия провоцирующего фактора проходит 5-7 дней. Клинически заболевание протекает как сыпной тиф легкого и среднетяжелого течения. Некоторые исследователи отмечают постоянную лихорадку до 8-10 дней у больных, не леченных антибиотиками. При их назначении клинические проявления болезни купируются за 1-2 дня, несмотря на высокую лихорадку и выраженность розеолезно-петехиальной сыпи и пятен Киари-Авцына на конъюнктиве. У отдельных больных при повторном сыпном тифе наблюдаются осложнения в виде тромбоэмболии.

## Диагностика
Ведущее значение для диагноза имеет хорошо собранный анамнез: установление факта ранее перенесённого сыпного тифа. Лабораторные методы диагностики те же, что при эпидемическом сыпном тифе.

## Лечение
Методы этиотропной, патогенетической и симптоматической терапии одинаковы с эпидемическим сыпным тифом. В связи с возможностью тромбоэмболии необходимо назначение антикоагулянтов под контролем гемостаза.